# Volodia Chtcherbatsevitch
Володя Щербацевич
Vladimir « Volodia » Ivanovitch Chtcherbatsevitch, dit également « Vladlen » (russe : Владимир Иванович Щербацевич ) est un jeune pionnier soviétique biélorusse né le 31 décembre 1926, mort exécuté à 14 ans par pendaison par les Nazis le 26 octobre 1941. Il est reconnu comme un héros de la Grande Guerre patriotique pour avoir participé à l'évacuation de 48 officiers blessés de l'Armée rouge, à l'été 1941. Il a résisté à l'ennemi, ne dénonçant personne jusqu'à sa mort.

## Biographie
Vladimir Chtcherbatsevitch est né en 1926 de père militaire. Son père est mort pendant la guerre soviéto-finlandaise de 1939-1940. Il vivait avec sa mère, Olga Fyodorovna Chtcherbatsevitch, à Minsk, dans la rue Kommounisticheskaya. Olga Fedorovna travaillait à l'hôpital en tant qu'agent culturel. Volodia étudiait à l'école secondaire N° 6 de Minsk. Avec l'invasion de la Biélorussie par la Wehrmacht en juin 1941, la terreur fasciste le pousse à agir dans la clandestinité. Son arrestation et son exécution publique le 26 octobre 1941 comme partisan soviétique, en martyr, en ont fait un symbole pour la jeunesse et un héros soviétique.

## Rôle dans la clandestinité et dénonciation
Le 28 juin 1941, des unités de la Wehrmacht occupent Minsk.
Les Chtcherbatsevitch n'acceptent pas l'occupation qui découle de l'opération Barbarossa.
Ils mettent sur pied un groupe clandestin, initialement créé pour sauver les commandants et les travailleurs politiques de l'Armée rouge prisonniers de guerre qui se trouvaient à l'hôpital, installé dans les locaux de l'Institut polytechnique de Minsk. Ce groupe de partisans était dirigé par un ouvrier employé à l'usine de réparation de voitures de train de Minsk « Myasnikov », Kirill Ivanovotch Trus (Trusov) et la propre mère de Volodia, agent culturel du 3e hôpital de la ville, Olga F. Chtcherbatsevitch .
Certains des prisonniers de guerre, ayant réussi à sortir de l'hôpital grâce au groupe de partisans Trus, sont déterminés à franchir la ligne de front, au moyen de plusieurs groupes organisés. Dans l'un de ces groupes (avec O. F. Chtcherbatsevitch et son fils Volodia), il y avait un ancien prisonnier de guerre, Boris Roudzyanko. Séparé arbitrairement de son groupe, il retourne à Minsk, où il est détenu par les Allemands et, lors d'un interrogatoire, trahit des membres de la résistance  .

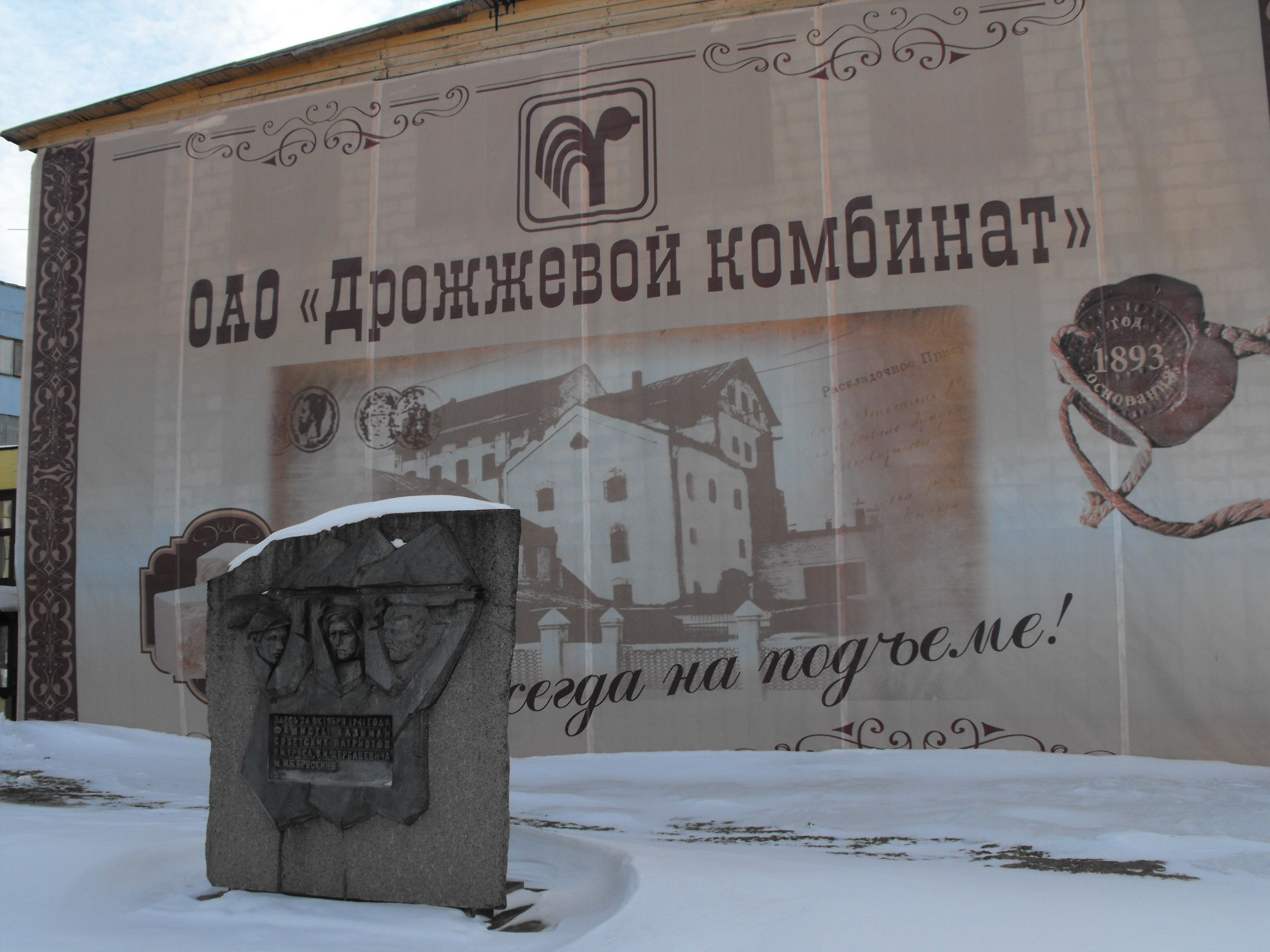
Minsk, rue Oktyabrskaya. Un panneau commémoratif à l'entrée de l'usine de levure de Minsk sur le lieu de l'exécution par les nazis de K. I. Trus, V. I. Shcherbatsevich et M. B. Bruskina le 26 octobre 1941.

Roudzyanko est alors capturé par la Wehrmacht, alors qu'il opère sous un faux passeport obtenu en 1941, portant le nom « Oblomov ». Il trahit alors son groupe de partisans en donnant les détails de l'opération ainsi que l'identité des résistants. Boris Roudzyanko devient ainsi un collaborateur de l'ANST (Abwehrnebenstelle, organe biélorusse collaborant avec l'Abwehr) et dénonce sans difficulté. Macha Brouskina et ses onze camarades d'infortune ne tardent pas à être arrêtés. Boris Roudzyanko fut convoqué par les Nazis pour identifier les partisans : la déposition qu'il fait en 1951 à son procès est claire, il dit leur avoir donné les noms et les visages des partisans (probablement avec des portraits). Dans cette même déposition, il indique qu'il était déjà un traître avant l'affaire des partisans pendus de Minsk. C'est la dénonciation de Roudzyanko qui permet de révéler que quelque 48 soldats de l'Armée rouge ont été libérés de l'hôpital avec des faux papiers pour rejoindre les unités résistantes du maquis alentour de Minsk.
Les Chtcherbatsevitch sont appréhendés à Novy Dvor, une bourgade à quelques kilomètres au Sud-Est de Minsk. Comme la majorité des partisans promis à la potence, ils sont envoyés à Minsk, à la prison « Volodarski » (prison Pichtchalovski).
Le 16 mai 1951, Boris Mikhaïlovitch Roudzyanko (né en 1913, originaire du village de Toven, district d'Orsha, région de Vitebsk, Biélorussie) a été reconnu coupable de trahison en vertu de l'article 63-2 du code pénal de la BSSR de Lituanie et condamné à la peine capitale.

## Exécution publique de l'usine de levure
Le 26 octobre 1941, douze ouvriers clandestins sont exécutés à Minsk : ils sont pendus dans différents quartiers de la ville par quatre groupes de trois personnes pour « fabrication de faux passeports et participation à un centre partisan situé dans l'infirmerie des prisonniers de guerre russes ».
Volodia (Vladlen) Chtcherbatsevitch, ainsi que ses camarades clandestins, Kirill Trus (Trusov) et Macha Brouskina, ont été pendu à la poutre transversale de la porte de l'usine de levure de la rue Vorochilov (renommée depuis 1961 « rue Oktyabrskaya »). Sa mère, Olga F. Chtcherbatsevitch, a été exécutée le même jour dans un autre endroit de la ville. L'exécution a été effectuée par les punisseurs du 2e bataillon des services de police auxiliaires lituaniens, sous le commandement du major Antanas Impulevičius et a été photographiée par un photographe collaborationniste de Kaunas. Volodia est le deuxième à être pendu du groupe, au moment de sa pendaison il observe Macha Brouskina déjà pendue à ses côtés. La littérature soviétique dit qu'il aurait nargué ses bourreaux en souriant : « D'autres des miens me vengeront ».

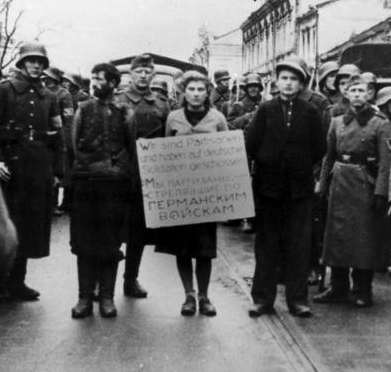
Extraits au matin du 26 octobre 1941 de la prison du Château Pitchchalovski, Kirill Trus, Macha Brouskina et Volodia Chtcherbatsevitch paradent sur la rue Vorochilova à Minsk.

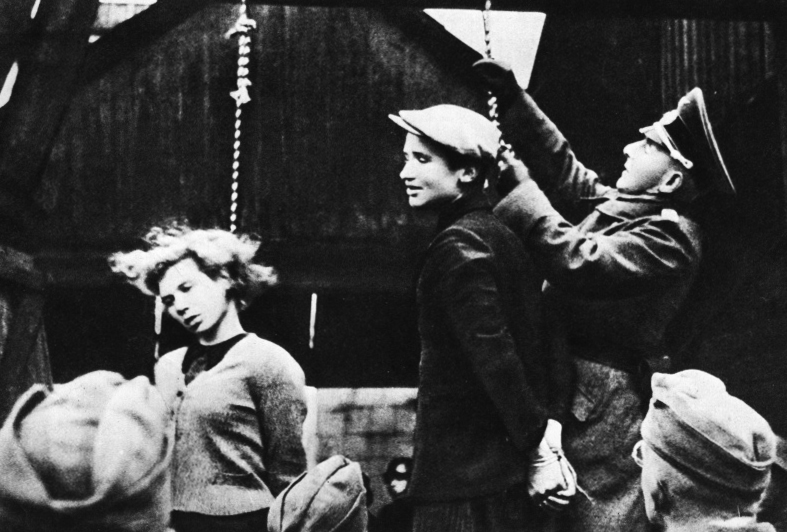
Volodia Chtcherbatsevitch au moment de sa pendaison. Masha Brouskina est déjà inanimée à gauche.

## Mémoire
En 1967, un film documentaire est tourné : Exécutés en quarante et un (Казнён в сорок первом). Il s'agit d'une enquête sous forme de chronique, du journaliste et écrivain pour la jeunesse Viatcheslav N. Morozov, pour établir l'identité de Volodia Chtcherbatsevitch sur les photos devenues célèbres de l'exécution du 26 octobre 1941. Il collecte pour cela de nombreux témoignages de voisins, de proches, donnant de la consistance au récit.
Plus tard, V. N. Morozov, en tant qu'écrivain pour enfants, a écrit plusieurs ouvrages sur Volodia Chtcherbatsevitch. L'histoire Volodia Chtcherbatsevitch a été publiée initialement en 1969, par la maison d'édition Malysh. En 1974, l'histoire a été incluse dans le livre (recueil d'histoires) Arkasha Kamanine, Albert Koupcha, Marx Krotov, Kolya Ryzhov, Volodia Chtcherbatsevitch.
Ces éditions étaient destinées aux jeunes enfants et aux adultes et V.N. Morozov a publié l'histoire Le Front Volodine : Conte documentaire sur le héros-pionnier V. Chtcherbatsevitch. le livre est publié à Moscou par la maison d'édition Molodaya Gvardya (Jeune Garde), en 1975.
En 1972, un navire cargo sous pavillon soviétique construit en R.D.A. par VEB Schiffswerft Neptun à Rostock est baptisé Volodia Chtcherbatsevitch (Володя Щербацевич). Il était stationné à Mourmansk et opéré par la compagnie de marine marchande de l'URSS.

## Littérature
- Уроки Холокоста: история и современность. «Дело Маши Брускиной» / Сост. и ред. – Я. З. Басин.. — Мн.: Ковчег, 2009. — Т. 2. — 216 с. —  (ISBN 978-985-6756-99-6)..

## Liens connexes
- Commissariat général de Ruthénie blanche
- Résistance biélorusse dans la Seconde guerre mondiale
- Partisans soviétiques
- Partisans juifs
- Partisans biélorusses
- Macha Brouskina
- Pendus de Minsk
- Crimes de guerre nazis en Union soviétique